# Ladinhac (Corresa)
Ladinhac (en francès Ladignac-sur-Rondelles) és un municipi francès situat al departament de la Corresa i a la regió de la Nova Aquitània.

## Demografia
| 1962                                       | 1968 | 1975 | 1982 | 1990 | 1999 | 2007 |
| ------------------------------------------ | ---- | ---- | ---- | ---- | ---- | ---- |
| 296                                        | 304  | 292  | 345  | 408  | 409  | 441  |
| Des de 1962: població sense dobles comptes |      |      |      |      |      |      |

## Administració
| Període   | Identitat         | Partit |
| --------- | ----------------- | ------ |
| 2001-2008 | Alain Bouillaguet |        |
| 2008-     | Serge Hébrard     |        |